# Litophyton formosanum
Litophyton formosanum is een zachte koraalsoort uit de familie Alcyoniidae. De koraalsoort komt uit het geslacht Litophyton. Litophyton formosanum werd in 1903 voor het eerst wetenschappelijk beschreven door Kükenthal. 